# Jan Oblak
Jan Oblak (* 7. ledna 1993, Škofja Loka, Slovinsko) je slovinský fotbalový brankář a reprezentant, který hraje v klubu Atlético Madrid.
Mezi sezónami 2015/16 až 2018/19 obdržel čtyřikrát v řadě za sebou Zamorovu trofej pro nejlepšího brankáře španělské nejvyšší ligové soutěže. Celkově ji obdržel rekordně šestkrát.

## Klubová kariéra

### Začátek kariéry
V rodném Slovinsku hrál za NK Olimpija Lublaň, v jehož dresu debutoval v profesionálním fotbale. Na trénincích prvního mužstva se ukazoval již v 15 letech a v této době si odbyl debut ve druhé slovinské lize, kam se Olimpija kvůli finančním potížím propadla. Ukončení kariéry ze strany zkušeného 43letého brankáře Roberta Volka, který rozpoznal Oblakův talent, mu v sezóně 2009/10 otevřelo cestu do základní sestavy.
V červnu 2010 podepsal smlouvu s portugalským týmem Benfica Lisabon. V letech 2010–2013 byl posílán na hostování do dalších portugalských celků, postupně to byly SC Beira-Mar, SC Olhanense, UD Leiria, Rio Ave FC.
Poté, co brankářská jednička Benficy Artur Moraes několikrát chyboval, začal Oblak dostávat příležitost chytat v sezoně 2013/14, v podstatě v její druhé jarní polovině. Za 15 zápasů v portugalské Primeira lize udržel čisté konto ve 13 případech a pár měsíců od svého debutu byl ligovým a dvojnásobným pohárovým vítězem, Benfica totiž vybojovala domácí treble. Představil se i v Evropské lize 2013/14, kde se Benfica propracovala po roce opět do finále. V něm však opět prohrála, tentokrát v penaltovém rozstřelu 2:4 (0:0 po prodloužení) se španělským týmem Sevilla FC. Oblak podal výborný výkon v zápase, v rozstřelu však byli exekutoři Sevilly neomylní a překonali jej všichni čtyři (Carlos Bacca, Stéphane Mbia, Coke a Kévin Gameiro).

### Atlético Madrid
V červenci 2014 přestoupil za 16 milionů eur do španělského celku Atlético Madrid jako náhrada za belgického brankáře Thibauta Courtoise, který se po tříletém hostování vrátil do Chelsea FC. Oblak podepsal šestiletou smlouvu. Stal se v té době nejdražším brankářem španělské La Ligy a zároveň nejdražším slovinským fotbalistou.
V srpnu 2014 vyhrál s Atléticem první trofej, superpohár Supercopa de España (v zápasech však nechytal). Poraženým soupeřem byl Real Madrid.
Tři obdržené góly v úvodním zápase skupiny Ligy mistrů 16. září 2014 vedly k porážce 2:3 na hřišti Olympiakosu. Když se do věci vložil ve formě hrající brankář Miguel Ángel Moyá, musel si Oblak na další příležitost počkat až do března 2015. Atleti postoupili ze skupiny bez jediné další porážky, ale v osmifinále podlehli 0:1 na hřišti Bayeru Leverkusen. V domácí odvetě hrané 17. března se po 23 minutách zranil Moyá a Oblak odchytal zbytek zápasu, ve kterém se prodlužovalo. Po tomto střetnutí si zajistil roli jedničky.
V sezóně 2015/16 se stal nejlepším brankářem španělské Primera División.
Oblak nastoupil do finále Ligy mistrů proti Realu Madrid, které bylo reprízou evropského finále z před dvou let. Po čtvrthodině inkasoval, Yannick Carrasco ale vyrovnal za Atlético na 1:1. Jelikož prodloužení se obešlo bez gólu, došlo na penalty, ve kterých byl i díky Cristianu Ronaldovi opět úspěšnější Real Madrid.
Oblakovi se nepodařilo chytit ani jednu z pěti penalt rozstřelu, jeho šest zákroků v průběhu utkání z něj činili jednoho z nejlepších hráčů jeho mužstva.
V osmifinálové odvetě Ligy mistrů 15. března 2017 v domácím prostředí proti Leverkusenu uhájil postupovou remízu 0:0 třemi mimořádnými zákroky při jedné akci, za což si vysloužil obdiv jak domácího publika, tak expertů. Proti Málaze v utkání La Ligy dne 1. dubna si zahrál ve stém utkání za Atlético.
Na Málaze neinkasoval gól a platilo tedy, že během stovky utkání za tým přezdívaný La Rosaleda udržel čisté konto v 58 utkáních.
Fotbalový magazín FourFourTwo jej obsáhl do stovky nejlepších fotbalistů za rok 2018, kde mu patřilo 9. místo. Navázal tak na 12. místo z předchozí edice za rok 2017.
Před sezónou 2019/20 byl zvolen jedním ze zástupců kapitána Kokeho.
V říjnu se vměstnal do nominace na Jašinovu trofej pro nejlepšího brankáře na světě.
Tu nakonec získal Alisson Becker z Liverpoolu.
Poté co v ligovém utkání proti Villarrealu 6. prosince 2019 udržel čisté konto (remíza 0:0) se zapsal do historie Atlética jako brankář s nejvíce utkání bez obdrženého gólu. Jeho 96. čisté konto v jeho 169 utkání v Primera División se rovnalo překonání dosavadního rekordmana klubu Abela Resina. Po utkání s Villarrealem navíc platilo, že Oblak nedostal gól v nadpoloviční většině utkání (56%).
Oblak se stal hrdinou jarního osmifinále Ligy mistrů proti Liverpoolu, v odvetě se výrazně podepsal pod vítězstvím 3:2 devíti zákroky, výhra se rovnala postupu do čtvrtfinále. Stal se mužem utkání podle UEFA. Do brankoviště se postavil i 17. června v Pamploně proti domácí Osasuně a v tomto zápase vychytal své 100. čisté konto ve španělské ligové soutěži. Při výhře 5:0 překonal někdejšího rekordmana Miguela Reinu, v minulosti rovněž brankáře Atlética, který v lize zaznamenal stovku zápasů bez obdrženého gólu za 222 zápasů, před Oblakem nejrychleji z brankářů.
V sezóně 2020/21 dosáhl na metu 200 ligových zápasů ve Španělsku. Stalo se tak 28. listopadu 2020 proti Valencii. Proti Barceloně 8. května 2021 vychytal remízu 0:0 na Camp Nou v jeho 300. zápase za klub. Během závěrečného 38. kola proti Realu Valladolid 22. května hájilo doma Atlético s Oblakem v brankovišti dvoubodový náskok na Real Madrid. Přes počáteční obdržený gól vyhrálo 2:1 a vybojovalo titul po sedmi letech. Odchytal plných 38 zápasů španělské ligy a popáté v kariéře obdržel Zamorovu trofej pro brankáře s nejméně obdrženými góly. Mimo to dorovnal jediné dva brankáře, kteří tuto trofej získali pětkrát – Antoniho Ramalletse a Víctora Valdése.
Dne 15. srpna 2021 odchytal za Atlético utkání číslo 304, překonal dosavadního rekordmana v počtu startů za klub Abela Resina. Úvodní ligové kolo proti týmu Celta Vigo bylo nakonec vítězné (2:1), první prohru (0:1) v sezóně 2021/22 si úřadující mistr připsal až 25. září v kole sedmém proti Deportivu Alavés. Během prosince Oblak nezabránil ani jedné ze čtyř ligových proher. Sedmnáctibodové manko na vedoucí Real Madrid tak obhajobu posouvalo spíše do teoretické roviny. Byl však nápomocen v postupu do jarní fáze Ligy mistrů, když 7. prosince několika zákroky pomohl k výhře 3:1 na půdě FC Porto. Teprve druhá výhra ve skupině v závěrečném šestém zápasu na postup do osmifinále stačila.
V osmifinále hraném 23. února 2022 Atlétiko v domácím prostředí pouze remizovalo 1:1 s Manchesterem United, ačkoli výraznou část utkání vyhrávalo. Oblak inkasoval po 80 minutách. V odvetě vyčníval a předvedl řadu důležitých zákroků vedoucích k postupové výhře 1:0. Ve čtvrtfinále proti anglickému celku ze stejného města, Manchesteru City, však nezabránil vyřazení. Dvacátou sezónu od opětovného postupu mezi prvoligové týmy Atlétiko zakončilo na třetí příčce.
V červenci 2022 bylo oznámeno Oblakovo prodloužení smlouvy do roku 2028. Na konci října inkasoval dva góly v remízovém utkání Ligy mistrů s Leverkusenem (2:2), v němž bylo rozhodnuto o nepostupu mužstva ze skupiny. O tři dny později inkasoval třikrát proti Cádizu ze spodních pater ligové tabulky (2:3). Proti Rayo Vallecano odehrál 9. dubna 2023 v pořadí 390. soutěžní utkání za Atlétiko a překonal počin někdejšího spoluhráče Diega Godína, který byl do té doby se 389 utkáními rekordmanem mezi hráči Atlétika zahraničního původu. Proti Barceloně dne 23. dubna po výsledku 0:1 skončila řada 15 utkání bez porážky. Oblaka překonal Ferran Torres. Závěr sezóny 2022/23 zameškal kvůli bolavému krku.
Proti Realu Madrid vychytal 24. září 2023 výhru 3:1 ve svém 300. ligovém utkání za Atlétiko a tohoto milníku dosáhl jako sedmý fotbalista v klubových dějinách (a jako první gólman). Rovněž se zapsal mezi pětici zahraničních gólmanů, kteří ve španělské první lize na třetí stovku utkání dosáhli (stejně jako Carlos Fenoy, Dudu Aouate, Leo Franco a Carlos Kameni). Při ligové výhře nad Cádizem 1. října nastoupil do svého 400. soutěžního utkání za klub z Madridu. V Saúdské Arábii nastoupil 10. ledna 2024 k semifinálovému superpohárovému utkání v rámci Supercopa de España, ve kterém jeho mužstvo na soupeře nestačilo výsledkem 3:5 v prodloužení, připsal si ovšem řadu zdařilých zákroků. V závěru za stavu 3:4 se snažil podpořit ofenzivní snahy o vyrovnání, soupeř se však dostal do brejku a Oblak (ačkoliv měl náskok) rychlostně nestačil na Brahima Díaze, který pak přesně zacílil do Slovincovi brány.  Proti Valencii 28. ledna vychytal při ligové výhře 2:0 čisté konto. Byl to Oblakův 200. soutěžní zápas za tým bez obdrženého gólu. V odvetě osmifinále Ligy mistrů 13. března se stal hrdinou penaltového rozstřelu. V něm proti finalistovi předchozího ročníku Interu Milán vychytal dvě penalty Alexisovi Sánchezovi a Davymu Klaassenovi. Již potřetí tak klubu pomohl postoupit ve vyřazovacích bojích Ligy mistrů na penalty. Atlétiko sezónu 2023/24 skončilo čtvrté.
První prohru v ligové sezóně 2024/25 zaznamenal 27. října 2024 proti Betisu v 11. kole. Zapříčinil ji vlastní gól Josého Giméneze, když do jeho sítě zamířil míč po obráncově snaze odvrátit soupeřův centr. Kalendářní rok Atleti zakončili řadou 12 soutěžních výher zahrnující i výhru nad Barcelonou. Začátkem roku 2025 poosmé zvítězil v anketě sportovního časopisu Ekipa o nejlepšího fotbalistu Slovinska za předešlý rok. Získal 139 hlasů, o 19 více než jeho krajan, útočník Benjamin Šeško. Proti Barceloně 16. března nezabránil sice prohře 2:4, vyrovnal však Tomáse Reñonese v počtu utkání za klub. Stejně jako Reñones v Madridu odehrál 483 utkání napříč soutěžemi a oba sdíleli třetí příčku v historickém žebříčku. Při porážce s Osasunou 15. května Reñonese překonal v počtu utkání za klub v rámci španělské ligy – šlo o jeho v pořadí 368. utkání. V lize celkově nastoupil do 36 utkání ze 38 a dopomohl ke třetímu místu. Opět obdržel nejméně gólů (30) a pošesté získal Zamorovu trofej, čímž překonal jak Ramalletse, tak i Valdése. Zachytal si na premiérovém Mistrovství světa klubů FIFA, které v roce 2025 pořádaly Spojené státy americké. V úvodním utkání skupiny B 15. června na stadionu Rose Bowl v kalifornské Pasadeně proti čerstvému vítězi Ligy mistrů, Paris Saint-Germain, nezabránil prohře 0:4.

## Reprezentační kariéra
Oblak působil ve slovinských mládežnických reprezentačních výběrech U20 a U21.
V A-mužstvu Slovinska debutoval 11. září 2012 v kvalifikačním zápase v Oslu proti reprezentaci Norska (porážka 1:2).
V roce 2015 ukončil reprezentační kariéru Samir Handanović a uvolněného postu jedničky se ujmul právě Oblak. Na podzim roku 2018 vynechal kvůli zdravotním potížím několik zápasů úvodního ročníku Ligy národů UEFA.

## Úspěchy
Klubové
Atlético Madrid
- 1× vítěz Primera División – 2020/21
- 1× vítěz Španělského superpoháru – 2014
- 1× vítěz Evropské ligy UEFA – 2017/18
- 1× vítěz Superpoháru UEFA – 2018

Individuální
- 4× Zamorova trofej pro nejlepšího brankáře španělské Primery División – 2015/16, 2016/17, 2017/18, 2018/19[1]
- Nejlepší jedenáctka La Ligy podle fanoušků – 2015/16[53]
- Sestava sezóny Ligy mistrů UEFA – 2015/16,[54] 2016/17,[55] 2019/20[56]
- Sestava sezóny Evropské ligy UEFA – 2017/18[57]
- Nejlepší jedenáctka podle ESM – 2020/21[58]
- 8× Slovinský fotbalista roku – 2015, 2016, 2017, 2018, 2020,[59] 2021, 2023, 2024[2]

Zdroj:

## Osobní život
Jeho starší sestra Teja Oblaková (* 1990) je slovinskou reprezentantkou v basketbale.